# إيتالو زيليولي
إيتالو زيليولي (بالإيطالية: Italo Zilioli)‏ مواليد 24 سبتمبر 1941 في تورينو، هو دراج إيطالي سابق في صنف سباق الدراجات على الطريق.

## سجل النتائج

### سباقات أو مراحل فاز بها
- طواف فرنسا
- طواف سويسرا
- طواف إيطاليا

## وصلات خارجية
- الموقع الرسمي

## روابط خارجية
- إيتالو زيليولي على موقع أرشيف الدراجات (الإنجليزية)
- إيتالو زيليولي على موقع إحصائيات الدراجات الإحترافية (الإنجليزية)
- إيتالو زيليولي على موقع CycleBase (الإنجليزية)